# Friedrich Stampfer
Friedrich Stampfer, född 8 september 1874 i Brünn, död 1 december 1957 i Kronberg, var en tysk tidningsman och socialdemokratisk politiker. 
Stampfer studerade statsvetenskap i Wien och Leipzig, var 1900–1902 medarbetare i Leipziger Volkszeitung och utgav från 1902 i Berlin en politisk korrespondensserie till de socialdemokratiska tidningarna. Därjämte var han huvudredaktör för det socialdemokratiska partiorganet Vorwärts 1916–1919, 1920–1933 och efter det nazistiska maktövertagandet i exil. Han var också ledamot av Weimarrepublikens riksdag 1920–1933. 
Stampfer skrev Von Versailles – zum Frieden! (1920; franska och engelska upplagor samma år).